# Michael Vaughan
Michael Paul Vaughan, född 29 oktober 1974 i Manchester, är en förra detta kapten för engelska cricketlandslaget. Han är bosatt i Sheffield, England och spelar för Yorkshire. Vaughan är hedersdoktor vid Sheffield Hallam University och tilldelades Brittiska Imperieorden, OBE, av den engelska drottningen, Elizabeth II 2005 efter att England besegrat Australien och vunnit The Ashes sommaren 2005.